# Graphilbum
Graphilbum är ett släkte av svampar. Graphilbum ingår i familjen Ophiostomataceae, ordningen blånadssvampar, klassen Sordariomycetes, divisionen sporsäcksvampar och riket svampar.
|            | Pesotum                                  |
|            |                                          |
|            | Ophiostoma                               |
|            |                                          |
|            | Verticicladiella                         |
|            |                                          |
|            | Leptographium                            |
|            |                                          |
|            | Grosmannia                               |
|            |                                          |
|            | Ceratocystiopsis                         |
|            |                                          |
| Graphilbum | \| \| Graphilbum pleomorphum \| \| \| \| |
|            | \| \| Graphilbum pleomorphum \| \| \| \| |
|            | Sporothrix                               |
|            |                                          |
|            | Raffaelea                                |
|            |                                          |
|            | Phialographium                           |
|            |                                          |
|            | Dryadomyces                              |
|            |                                          |
|            | Pachnodium                               |
|            |                                          |
|            | Klasterskya                              |
|            |                                          |
|            | Spumatoria                               |
|            |                                          |
|            | Knoxdaviesia                             |
|            |                                          |
|            | Graphiocladiella                         |
|            |                                          |
|            | Graphilbum pleomorphum                   |
|            |                                          |

|  | Graphilbum pleomorphum |
|  |                        |